# Жизни Терезы
Жизни Терезы (фр. Les vies de Thérèse) — французский документальный фильм 2016 года, поставленный режиссёром Себастьеном Лифшицем. Мировая премьера состоялась 16 мая 2016 года на 69-м Каннском международном кинофестивале, где фильм участвовал в секции «Двухнедельник режиссёров» и получил премию «Квир-пальма».

## Сюжет
Фильм рассказывает о последних неделях жизни известной французской феминистки Терезы Клерк, которая умерла от рака 17 февраля 2016 года. Она была выдающейся фигурой феминистского движения во Франции после 1968 года и активисткой в борьбе за легализацию абортов, гендерное равенство и права ЛГБТ.